# Liste der Baudenkmäler in Tagmersheim

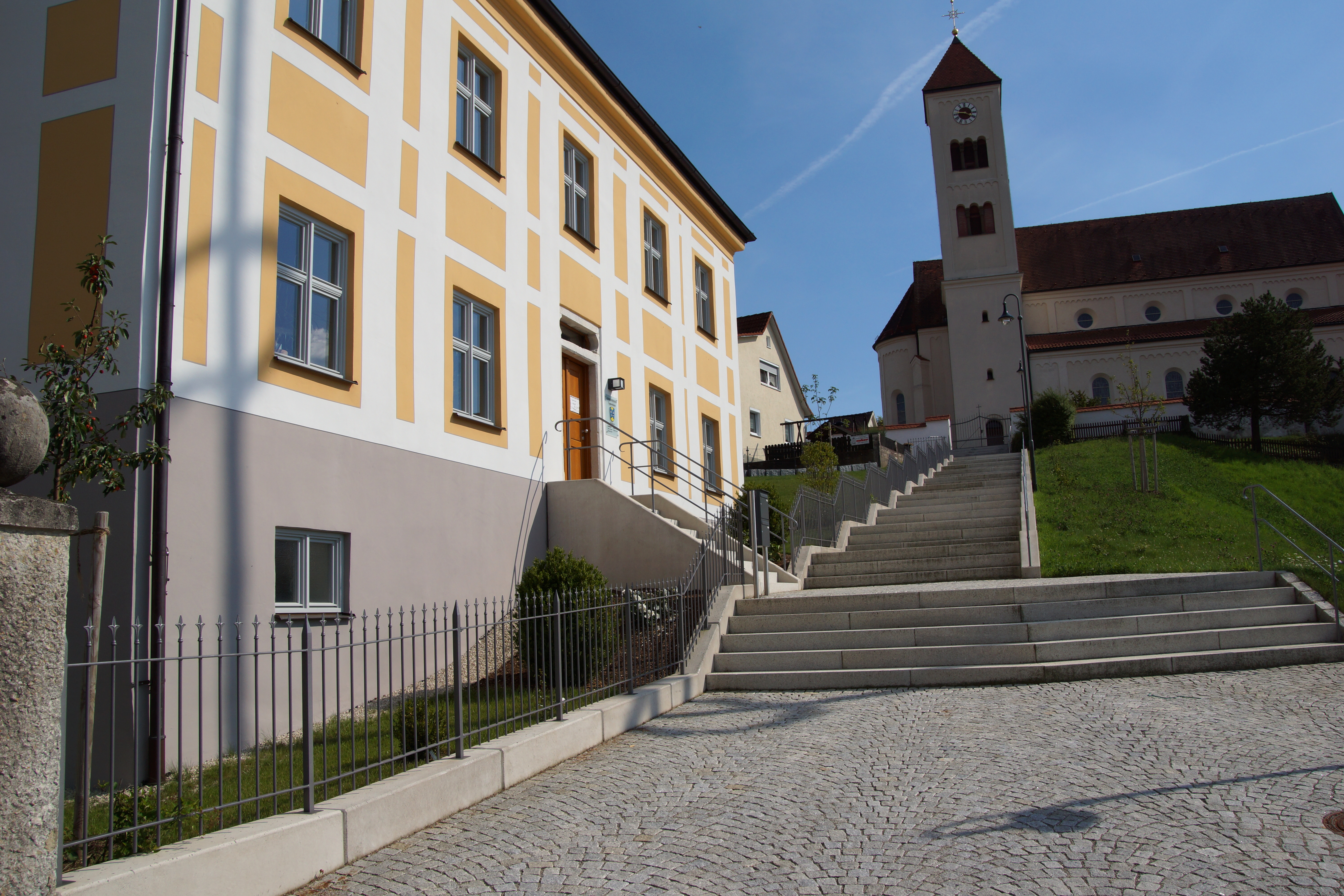
Rathaus und Kirche in Tagmersheim

Auf dieser Seite sind die Baudenkmäler in der schwäbischen Gemeinde Tagmersheim zusammengestellt. Diese Tabelle ist eine Teilliste der Liste der Baudenkmäler in Bayern. Grundlage ist die Bayerische Denkmalliste, die auf Basis des Bayerischen Denkmalschutzgesetzes vom 1. Oktober 1973 erstmals erstellt wurde und seither durch das Bayerische Landesamt für Denkmalpflege geführt wird. Die folgenden Angaben ersetzen nicht die rechtsverbindliche Auskunft der Denkmalschutzbehörde.

## Baudenkmäler nach Ortsteilen

### Tagmersheim
| Lage                                     | Objekt                                      | Beschreibung | Akten-Nr.    | Bild                                        |
| ---------------------------------------- | ------------------------------------------- | --- | ------------ | ------------------------------------------- |
| Hofmarkstraße 6 (Standort)               | Gruftkapelle                                | Rechteckbau mit Satteldach und pilastergerahmtem Portal, 1725 (bezeichnet) | D-7-79-217-2 | BW                                          |
| Kirchplatz 1 (Standort)                  | Ehemals Pfarrhaus, jetzt Gemeindeverwaltung | zweigeschossiger Walmdachbau in Hanglage, von Johann Gabrieli nach Plänen von Benedikt Ettl, 1725; mit Ausstattung | D-7-79-217-4 | Ehemals Pfarrhaus, jetzt Gemeindeverwaltung |
| Kirchplatz 2, Hofmarkstraße 6 (Standort) | Katholische Pfarrkirche St. Jakob           | neuromanische dreischiffige Pfeilerbasilika mit eingezogenem, halbrund geschlossenem Chor, im Osten apsidial geschlossenen Seitenschiffen, halbrunder Apsis im Westen, Turm mit Zeltdach im nördlichen Chorwinkel und Sakristeianbau gegenüber, Außenbau durch Lisenen und Rundbogenfriese gegliedert, 1895 f.; mit Ausstattung | D-7-79-217-2 | weitere Bilder                              |
| Schloß 1 (Standort)                      | Schloss Tagmersheim                         | stattliches Anwesen mit Nebengebäuden, um 1600 errichtet, im 19. Jahrhundert größtenteils erneuert; Schloss, schlichter dreigeschossiger Walmdachbau mit Zwerchhaus, 1825 erneuert; Nebengebäude, erdgeschossiger Walmdachbau mit Zwerchhaus, im Kern 18. Jahrhundert, wohl im 20. Jahrhundert nach Osten erweitert; Schlossgarten, in Abschnitten mit geometrischer Wegführung, im Kern 18. Jahrhundert; Ummauerung, 18. Jahrhundert; Bildstock, ädikulaartiges Gehäuse mit Stichbogennische und Satteldach, 18. Jahrhundert; Turm, mit Walmdach, im Kern wohl 18. Jahrhundert | D-7-79-217-5 | weitere Bilder                              |

### Blossenau
| Lage                      | Objekt                              | Beschreibung | Akten-Nr.    | Bild           |
| ------------------------- | ----------------------------------- | --- | ------------ | -------------- |
| Kirchgasse 2 (Standort)   | Bauernhaus, Wohnhaus                | zweigeschossiger Walmdachbau mit profiliertem Traufgesims, 2. Viertel 19. Jahrhundert oder 1. Viertel 20. Jahrhundert | D-7-79-217-6 | BW             |
| Kirchgasse 3 (Standort)   | Katholische Filialkirche St. Sixtus | Chorturmkirche, Kirchenschiff mit eingezogenem Rechteckschor im Turm mit Satteldach, Sakristeianbau im südlichen Turmwinkel und Vorzeichen im Südwesten, frühgotischer Chorturm, wohl 13. Jahrhundert, 1720 Anbau des Schiffs, 1905 Sakristeianbau und wohl auch Erweiterung des Schiffs nach Westen; mit Ausstattung; Grabsteine, im Nordwesten in der Friedhofsmauer vermauert, 19. Jahrhundert | D-7-79-217-7 | weitere Bilder |
| Römerstraße 11 (Standort) | Bauernhaus                          | Wohnteil in Jurabauweise zweigeschossig mit verputztem Fachwerk über massivem Bruchsteinmauerwerk und Flachsatteldach, wohl noch 18. Jahrhundert, Stall und Stadel wohl im 20. Jahrhundert erneuert | D-7-79-217-9 | BW             |